# Friedrich von Weech
Friedrich Otto Aristides von Weech, född 16 oktober 1837 i München, död 17 november 1905 i Karlsruhe, var en tysk historiker och arkivarie. 
Weech studerade i München och Freiburg im Breisgau, blev 1864 hovbibliotekarie i Karlsruhe, 1867 arkivråd vid Badens Generallandesarchiv och 1885 dettas chef. Från 1885 var han ständig sekreterare i badensiska historiska kommissionen. 
Weech var även verksam som utgivare av historiska akter och källskrifter, bland annat av "Beschreibung des schwedischen Kriegs von Sebastian Bürster, 1630-1647" (1875) och av "Badische Biographien" (fem band, 1875-1905).